# Agathisanthemum chlorophyllum
Agathisanthemum chlorophyllum là một loài thực vật có hoa trong họ Thiến thảo. Loài này được (Hochst.) Bremek. mô tả khoa học đầu tiên năm 1952.